# ウィッチブレイド
『ウィッチブレイド』（Witchblade）は、1995年から執筆されているアメリカ・トップ・カウ・プロダクションのマイケル・ターナー原作によるアメリカン・コミックス作品、およびそれに登場する超自然的な武器とその使用者であるヒロインの名前。
2006年には日本において本作品を翻案したテレビアニメが制作・放映された。

## 概要
ニューヨーク市警（NYPD）殺人課の巡査部長だったサラ・ペッチーニが、超自然的な武器・ウィッチブレイドの適合者となり、そのパワーと能力で様々な敵や自らの宿命と戦う物語。
異なる時代設定や主人公を使った多くのスピンオフ・タイトル（『ミーディバル・ウィッチブレイド』など）やクロスオーバー（『トゥームレイダー／ウィッチブレイド』や『ウィッチブレイド／ダークネス』など）が創刊された。そうしたタイトルの中でウィッチブレイドは、女海賊からジャンヌ・ダルクにいたるまで実に多様なヒロインが手にすることとなった。
ウィッチブレイドは1990年代後半に非常にポピュラーなタイトルとなったが、画家（ペンシラー）であり副クリエイターでもあったマイケル・ターナーが作成スタッフから脱退して以来、多くの読者を失った。

### ウィッチブレイド
ウィッチブレイドは太古から存在する、知性と自意識を持った武器である。宇宙に存在する象徴的な「力」のひとつで、法と秩序を司るアンジェラス、暗黒と混沌の力ダークネスと対抗する「戦士の力」である。
活性化していない状態では、各所に宝石状の結晶を持った装飾的な右手用の手甲（ガントレット）に見える。
女性にしか扱うことができず、ウィッチブレイドに認められた適合者以外のものが使おうとすると、その腕を失う。ウィッチブレイドは手甲あるいは剣の形態で適合者と接触することで継承される。
ホスト（宿主）と共生関係をつくり、ホストはウィッチブレイドの“声”を聞くことができるようになる。
戦闘状態ではホストの身体全体に広がる鱗状の生体装甲となる。（その際にホストが着用している洋服は寸断され、戦闘状態が解除されると必然的にホストは全裸になってしまう。）この生きた装甲は対処する脅威に応じて変化し、人間に対する場合の装甲は地獄のデーモンに対する場合よりも、より少ない面積を覆うものとなる。
ウィッチブレイドは剣や槍などの刺突武器、盾や羽根を形成することもでき、手甲状からブレスレット状に縮むこともできる。手甲や剣からエネルギーブラストや爆発性の矢弾（ダーツ）を撃つこともでき、敵を捕獲したり壁を登攀するために鞭状になることもできる。場合によっては優れた開錠具ともなり、致命的でない限りホストや他人の負傷を癒やすこともできる。死者を生き返らせることができるが、これはホストに対して大きなトラウマを与えてしまうという弊害がある。また、“夢”の形でホストにまつわる過去の経験を再現する能力もある。

## 登場人物
サラ・ペッチーニ (Sara Pezzini)
1971年生まれ。
警官だった父ビンセント・ペッチーニ（Vincent Pezzini）が殉職したあと、13歳の頃に性倒錯者の女性児童心理学者によって誘拐された経験を持つ。
警察学校を1993年に卒業。
彼女の父が担当していたニューヨークの第18地区を担当する警官となり、1995年に巡査部長に昇進した（第87話で、第1地区へ配置転換された）。
彼女のパートナーだった警官ミッシェル・イー (Michael Yee)は第1話で殺害された。
ララ・クロフト（『トゥームレイダー』）およびマグダレナ (Magdalene)と親交がある。
イアン・ノッティンガム (Ian Nottingham)
イギリス人。元・MI5の潜入捜査官。
過去を失い、ケネス・アイアンズのボディガードになった。ヤクザとも深い関係を有する。
銃弾を素手で止める。
1話でサラのパートナーだったミッシェル・イーを殺害した。
一時的に、ウィッチブレイドとダークネスの宿主をつとめた。
ウィッチブレイドの対をなす武器・エクスカリバーの適合者。
ケネス・アイアンズ (Kenneth Irons)
大富豪。
ギリシャでウィッチブレイドを発見した。
ウィッチブレイドを制御しようとして片腕を失い、さらには妻も犠牲になった。息子は、マイクロウェイブ・キラー (Microwave killer)。
First Church of Prosperityを引き継ぐが、第75話でジョー・シリーによって殺害される。
ジョー・シリー (Joe Siry)
サラの亡父ビンセントのパートナー。ビンセントを殺害した張本人だが、それはサラの生命を救うためであった。
妻はダリア。
ジェイク・マッカーシー (Jake McCarthy)
サラの親友。警官。
サラに恋しているが報われない。
ジュリー・ペッチーニ (Julie Pezzini)
サラの妹。ジェイクに惚れている。
ジャッキー・エスタカード (Jackie Estacado)
ダークネスの適合者。生体装甲で全身を覆い、闇のエクトプラズムで使い魔を生み出す。
マフィアの暗殺者で、ウィッチブレイドとは敵対する存在。

## 映像作品

### 実写ドラマ版
2000年8月に95分のパイロット版が作成され、2001年6月12日から2002年8月26日まで2シーズン全24話がケーブル・ネットワークTNTで放送された。このパイロット版は『ウィッチブレイド　闇の女戦士』の邦題でWOWOWで放送されている。
- 監督：ラルフ・ヘメッカー
- 製作総指揮：マーク・シルベストリ（トップ・カウ社長、コミック・アーティスト）
- 脚本：J・D・ザイク
- 主演：ヤンシー・バトラー：サラ・ペッチーニ／ウィッチブレイド役

評価はおおむね好評で、視聴者にも受け入れられたものとなったが、主演のヤンシー・バトラーがアルコール使用障害の治療とリハビリに入らざるを得なくなったため、2002年9月に打ち切られた。
2008年7月27日、アメリカにて7枚組DVDセットがWarner Home Videoより発売された。

### アニメ版
2006年に日本のアニメ制作会社GONZOが同作品を翻案した連続テレビアニメーションを全24話制作。同じく日本のテレビ放送局であるCBC・TBSなどで放映された。
このアニメ版は武器としての“ウィッチブレイド”の基本設定のみを用いた、ほぼ完全なオリジナル作品となっており、ウィッチブレイド装着者を始め、ほとんどの登場キャラクターは日本人である。
物語開始の6年前に発生した大震災の際、ウィッチブレイドの装着者に選ばれてしまった23歳の日本人女性・天羽雅音（あまは まさね）が見舞われた悲劇と、6歳の娘・梨穂子（りほこ）との親子愛を、日本・東京を舞台に描いている。
- 監督：大橋誉志光
- シリーズ構成：小林靖子
- キャラクターデザイン・総作画監督：うのまこと
- 担当声優：能登麻美子（天羽雅音役）、神田朱未（天羽梨穂子役）他。

## 日本語版
日本では、1999年にメディアワークスより日本語版が刊行されたが、第4巻（16話分）で事実上の打ち切りとなった。
2006年からアニメ版と平行して『チャンピオンRED』（秋田書店）誌上において、原作・アニメ版とも違ったストーリーによる『WITCHBLADE丈琉』（ウィッチブレイドたける、原作：小林靖子、画：隅田かずあさ）が連載された（全2巻）。
また、2006年8月9日に徳間書店より小説『ウィッチブレイドLOST GENERATION〜碧（あお）の少女〜』（著者：市川智士、イラストレーター：うのまこと）が発売された。